# Yanik Frick
Yanik Frick (* 27. Mai 1998 in Liestal, Schweiz) ist ein liechtensteinischer Fussballspieler.

## Karriere

### Verein
Yanik Frick begann das Fussballspielen beim AC Siena in Italien, für dessen Profiteam sein Vater zu dieser Zeit spielte. Später wechselte er in seine Heimat und war während dieser Zeit für den USV Eschen-Mauren, FC St. Gallen und den FC Vaduz in den höchsten Schweizer Jugendligen aktiv.
Seine erste Station im Erwachsenenfussball war die zweite Mannschaft des österreichischen SCR Altach, bei dem er ab 2016 unter Vertrag stand. Ein Jahr später wechselte er zur in der italienischen Serie B spielenden AC Perugia Calcio, bevor er ein halbes Jahr darauf zum Ligakonkurrenten AS Livorno wechselte. Er von seinem Verein allerdings direkt an den Drittligisten AS Pro Piacenza 1919 ausgeliehen. Nach Ablauf der Leihe kehrte er zunächst zu Livorno zurück, das er jedoch im November 2018 verliess. Im Februar 2019 wurde er vom Schweizer Verein FC Rapperswil-Jona unter Vertrag genommen, der zu diesem Zeitpunkt in der zweitklassigen Challenge League spielte, zu Saisonende jedoch in die drittklassige Promotion League abstieg. Im Oktober 2020 wechselte er zu Energie Cottbus in die viertklassige Regionalliga Nordost, absolvierte aber dort bis zum Saisonende nur zwei Partien. Anschliessend ging er weiter nach Italien zum Viertligisten USD Pont Donnaz Hône Arnad.

### Nationalmannschaft
Frick durchlief sämtliche U-Nationalmannschaften seines Landes, bevor er am 6. September 2016 im WM-Qualifikationsspiel gegen Albanien sein Debüt für die A-Nationalmannschaft feierte und in der 60. Minute für Robin Gubser eingewechselt wurde.

## Persönliches
Sein Vater ist der langjährige Nationalspieler und Rekordtorschütze der liechtensteinischen Nationalmannschaft, Mario Frick. Sein jüngerer Bruder Noah Frick ist ebenfalls Fussballspieler und Nationalspieler.